# Fort Bourbon (Nouvelle-France)
Pour les articles homonymes, voir Fort Bourbon et Bourbon.
 (novembre 2023).
Si vous disposez d'ouvrages ou d'articles de référence ou si vous connaissez des sites web de qualité traitant du thème abordé ici, merci de compléter l'article en donnant les références utiles à sa vérifiabilité et en les liant à la section « Notes et références ».
Le fort Bourbon, fut un fort français du XVIIIe siècle construit en Nouvelle-France.
En 1741, Louis-Joseph Gaultier de La Vérendrye, fils de Pierre Gaultier de Varennes et de La Vérendrye, partit de Fort La Reine, il se dirigea vers le Nord-Ouest, conduit par les Amérindiens Mandans vers la mer occidentale (l'Océan Pacifique) située après les montagnes rocheuses selon les Mandans. En route il édifia plusieurs forts autour de la région des lacs situés dans la future province du Manitoba. Le Fort Dauphin sur le lac Winnipegosis et le fort Bourbon près du lac Winnipeg et la rivière Saskatchewan. 
Le fort Bourbon fut dénommé ainsi en l'honneur du roi de France Louis XIV et de Louis XV, membres illustres de la Maison de Bourbon.
Un autre fort s'était déjà appelé Bourbon au siècle précédent. Ce fort Bourbon était situé sur la baie d'Hudson. Le nouveau fort Bourbon, se dresse le long de la voie navigable du lac Winnipeg et du fleuve Nelson qui conduit vers la baie d'Hudson et l'ancien fort Bourbon.
Après avoir exploré la rivière Saskatchewan, Gaultier de La Vérendrye édifie un autre fort, le fort Paskoya, le long du lac des Cèdres. 
Arrivés en vue des Montagnes Rocheuses, les guides amérindiens ne veulent pas continuer plus loin. Louis-Joseph ne peut poursuivre sans leur aide. Il renonce bien malgré lui et s'en retourne, déçu, rejoindre son père.